# ダイヤモンド原理
数学、特に公理的集合論において、ダイヤモンド原理 ◊ （ダイヤモンドげんり、英: diamond principle）
とはB. イェンセンによって1972年に導入された組み合わせ論的原理で、構成可能集合で真になり、連続体仮説を含意する。イェンセンはV=Lからススリン木の存在を導く証明の中からダイヤモンド原理を抽出、提唱した。

## 定義
ダイヤモンド原理 ◊ は◊-列の存在を主張する。すなわち、各α<ω1に対し、Aα⊆α があって、それがいかなるω1の部分集合Aに対しても、A∩α = Aαとなるαの集合がω1の中で定常集合になる。
もっと一般には、基数 {\displaystyle \kappa }と定常集合{\displaystyle S\subset \kappa }が与えられたとき、
言明 ◊S (◊(S) or ◊κ(S)とも書かれる) は以下の項目を満たす列{\displaystyle \langle A_{\alpha }:\alpha \in S\rangle }の存在を主張する
- 各αに対し、{\displaystyle A_{\alpha }\subset \alpha }
- 各{\displaystyle A\subset \kappa }に対し、{\displaystyle \{\alpha \in S:A\cap \alpha =A_{\alpha }\}}は{\displaystyle \kappa }の中で定常である

この原理の意味において◊ω1は◊と同じ意味である。

## 性質と使われ方
イェンセンは1972年にダイヤモンド原理 ◊ がススリン木の存在を含意することを示した。彼はダイヤモンド原理がCHを含意することも示した。
任意の基数κとκ+の定常集合Sに対して◊Sは構成可能集合で真である。近年、サハロン・シェラハによって非可算な基数κに対して、{\displaystyle 2^{\kappa }=\kappa ^{+}}から◊κ+が示されることが示された。